# Satoshi Ōno

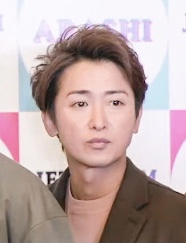
Satoshi Ōno (2019)

Satoshi Ōno (jap. 大野 智, Ōno Satoshi; * 26. November 1980 in Mitaka, Präfektur Tokio) ist ein japanischer Schauspieler und Sänger. Er ist der Leadsänger von Arashi.

## Diskografie

### Singles
| Jahr | Titel Album                 | Höchstplatzierung, Gesamtwochen, AuszeichnungChartsChartplatzierungen (Jahr, Titel, Album, Platzierungen, Wochen, Auszeichnungen, Anmerkungen) | Anmerkungen                        |
| Jahr | Titel Album                 | JP | Anmerkungen                        |
| ---- | --------------------------- | --- | ---------------------------------- |
| 2010 | Yukai Tsukai Kaibutsu-kun – | JP2 (18 Wo.)JP | Erstveröffentlichung: 7. Juli 2010 |

Weitere Lieder
- 2009: Kumorinochi, Kaisei (JP: ×2Doppelplatin )

## Filme
- 2002: Pika*nchi Life Is Hard Dakedo Happy
- 2004: Pika**nchi Life Is Hard Dakara Happy
- 2007: Kiiroi Namida

## Fernsehserien
- 1999: V no Arashi (Fuji TV, 1999)
- 2000: Shijō Saiaku no Date (NTV, 2000, Folge 4)
- 2001: SPEED STAR (NTV, 2001)
- 2002: Shōnen Taiya Aoki-san Uchi no Oku-san (Fuji TV, 2002)
- 2003: Engimono "Mitsuo" (Fuji TV, 2003)
- 2003: Yoiko no Mikata (NTV, 2003, Folge 8)
- 2004: Yon-bun no Ichi no Kizuna (TBS, 2004)
- 2004: Gekidan Engimono "Katte ni Nostalgia" (Fuji TV, 2004)
- 2007: Yamada Taro Monogatari (TBS, 2007, Folge 10)
- 2008: Maō (TBS, 2008)
- 2009: Uta no Onii-san (TV Asahi, 2009)
- 2009: 0 Goshitsu no Kyaku (Fuji TV, 2009)
- 2010: Saigo no Yakusoku (Fuji TV, 2010)
- 2010: Kaibutsu-kun (NTV, 2010)